# Rotulus

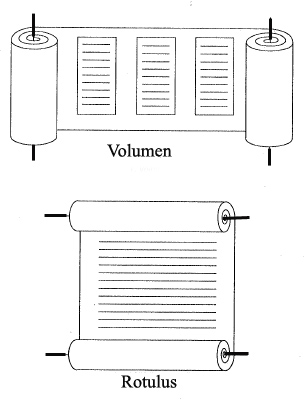
Zwój i rotulus

Rotulus (biblos, volumen) – najstarsza forma książki rękopiśmiennej. Sporządzano go ze sklejonych kart papirusu, zapisanych jednostronnie i nawiniętych na wałek z drewna, kości lub rogu (umbiculum). Tak uzyskany rulon rozwijany był stopniowo od prawej do lewej strony, gdzie znów go zwijano. Część zwoju zawierająca dzieło stanowiła tomus. Pierwszą kartę zwoju zwano protokołem, a ostatnią eschatokołem. Dzieło rozpoczynało się od formuły incipit liber, a kończyło formułą explicitus liber. Te same formuły przeszły do kodeksów, a nawet do inkunabułów. Zwoje chowano w futerale skórzanym lub z barwnego płótna. Futerały układano w wiązki i wkładano do specjalnych skrzyń (bibliothecae). Użytek zwojów papirusowych dla sporządzania rękopisów literackich zanikł już w VI w., ale dla sporządzania dokumentów przetrwał do XI w.
Podobne formy nadawano rękopisom pergaminowym. Jednak rotulus pergaminowy rozwijany był z góry w dół, a konsekwentnie także odpowiednio zapisywany. Rotulusy takie osiągały w średniowieczu nawet do 30 m. długości. W Polsce zachował się rotulus z 1252 r., długości 3,49 m. Przechowywany w bibliotece katedry krakowskiej tzw. Miracula sancti Stanislai.
Rotulus to także spis poszczególnych pism w jednostce archiwalnej według ich kolejności.

## Literatura
- Józef Szymański, Nauki pomocnicze historii, Warszawa 2006.
- Polski słownik archiwalny, red. W. Maciejewska, 1984.